# Corsiaceae
Las corsiáceas (nombre científico Corsiaceae) son una familia de plantas monocotiledóneas distribuidas en el sur de China, el sur de Sudamérica, y de Papuasia a Australia. La familia fue reconocida por sistemas de clasificación modernos como el sistema de clasificación APG III (2009) y el APWeb (2001 en adelante), si bien los análisis moleculares de ADN recientes (al 2009) indicarían que como aquí circunscripta podría ser no monofilética, debiendo reubicar al género Arachnitis probablemente en Burmanniaceae. 

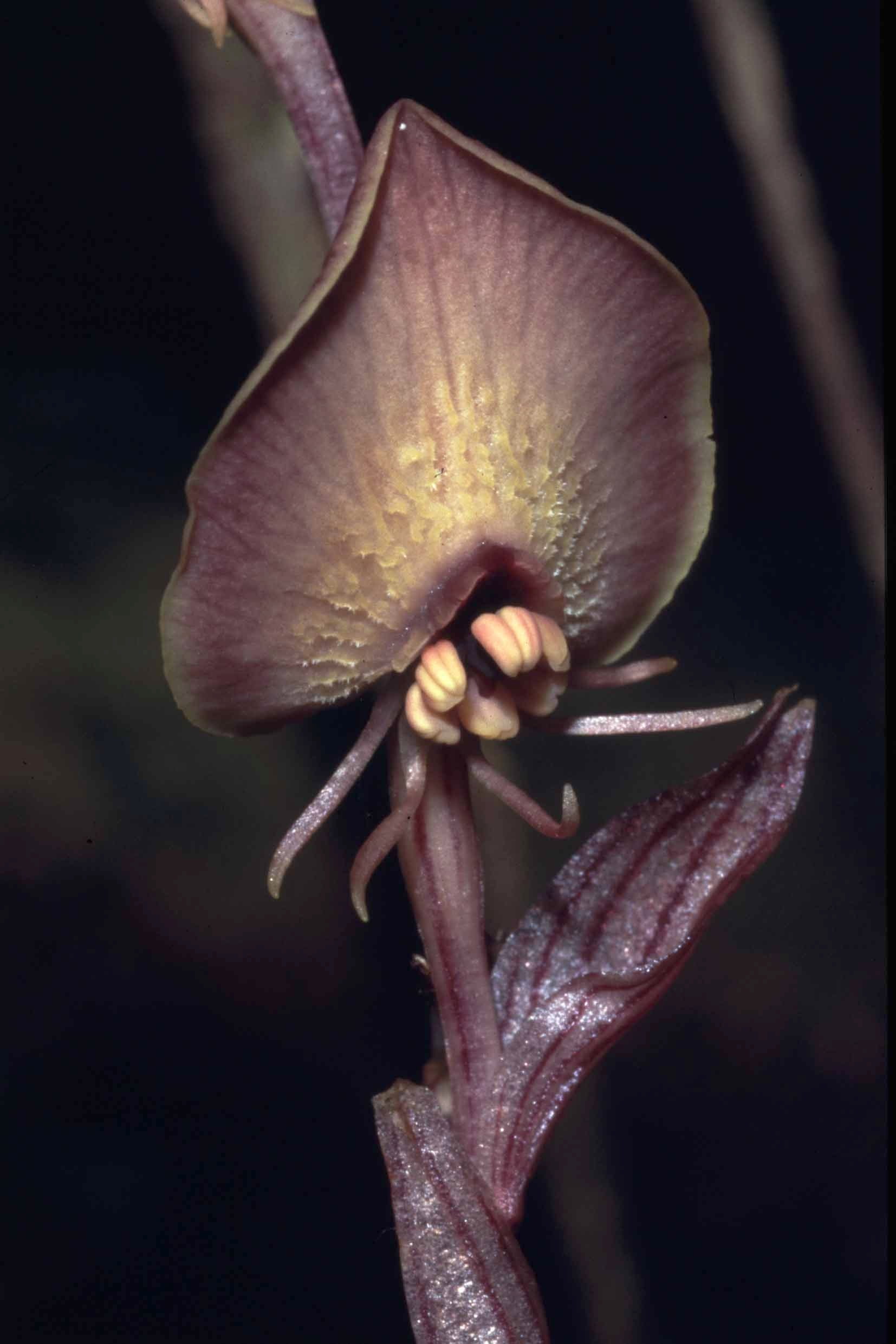
Flor de Corsia ornata. Nótense los estambres y el labelo.

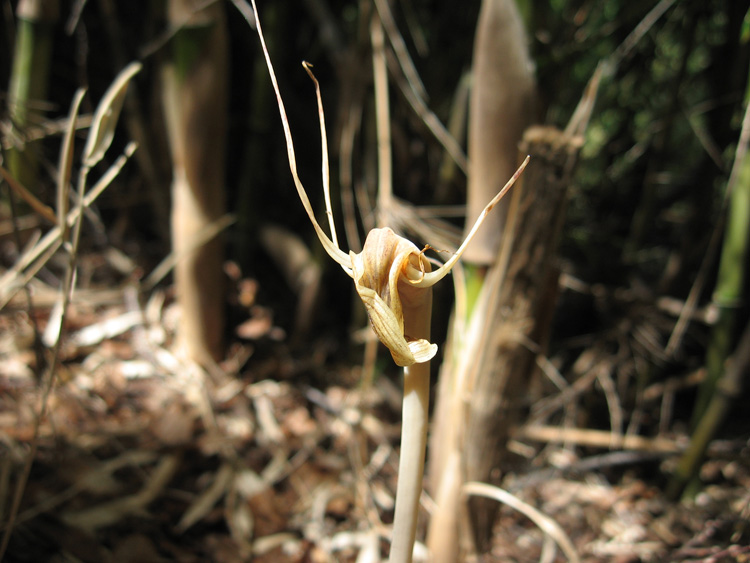
Arachnitis uniflora.

## Descripción
Son hierbas sin clorofila, micoheterotróficas, con hojas con vainas cerradas y flores de simetría bilateral grandes, terminales, solitarias. Las flores poseen la pieza media del verticilo externo del perianto más grande que el resto de los tépalos, es llamado labelo y su posición es adaxial. Sus 6 estambres son extrorsos y el ovario es ínfero.

## Filogenia
Análisis moleculares de ADN sobre secuencias de ADNr 26S sugieren que Corsiaceae es polifilético, Arachnitis podría ser hermano de Thismia (ubicado en Burmanniaceae, orden Dioscoreales), como indican Neyland y Hennigan (2003).
Corsiaceae fue considerada como relacionada con Burmanniaceae por su historia micoparasítica compartida. Sin embargo, el síndrome de caracteres asociados con la micoheterotrofía es convergente incluso entre eudicotiledóneas y monocotiledóneas con la misma historia de vida.

## Taxonomía
La familia fue reconocida por el APG III (2009), el Linear APG III (2009) le asignó el número de familia 60. La familia ya había sido reconocida por el APG II (2003).
Los 3 géneros pertenecientes a la familia hasta ahora (enero del 2009) son:
- Arachnitis
- Corsia
- Corsiopsis